# Певческий мост
Пе́вческий мост — автодорожный чугунный арочный мост через реку Мойку в Санкт-Петербурге, соединяет Казанский и 2-й Адмиралтейский острова. Это четвёртый по ширине мост в Петербурге (после Синего, Аптекарского и Казанского). Главной достопримечательностью моста является чугунная ажурная решётка. Объект культурного наследия России федерального значения.
Первый деревянный мост на этом месте был построен в 1834 году. В 1838—1840 годах он был перестроен в однопролётный арочный чугунный мост, по «образцовому» проекту Вильяма Гесте. В 2003—2004 годах проведена реконструкция моста.

## Расположение
Мост расположен в Центральном районе, является продолжением Дворцовой площади. Рядом с мостом расположены Зимний дворец, Здание Главного штаба, Александровская колонна, музей-квартира А. С. Пушкина. Ближайшие станции метрополитена — «Адмиралтейская», «Гостиный двор». Выше по течению находится Большой Конюшенный мост, ниже — Зелёный мост.

## Название
Название официально присвоено 22 ноября 1840 года и происходит из-за того, что мост упирается в ворота Певческой капеллы. За рубежом Министерство иностранных дел Российской империи иносказательно называли «Певческий мост», так как здание МИДа с 1828 года находилось у моста, по адресу: Дворцовая площадь д. 6 (часть здания Главного штаба).
В некоторых источниках указано, что мост первоначально назывался Жёлтым (при этом такое название до 1793 года имел другой мост через Мойку — Храповицкий).

## История
Первый деревянный балочный мост на этом месте был возведён в 1834 году по проекту архитектора О. Монферрана и предназначался для прохода на Дворцовую площадь войск, участвовавших в параде при открытии Александровской колонны.
В 1838—1840 годах, одновременно с завершением ансамбля Дворцовой площади, деревянный мост заменён чугунным однопролётным арочным, построенным по проекту инженера Егора Адама на основе «образцового» проекта Вильяма Гесте. По своей конструкции мост не отличался от ранее построенных чугунных арочных мостов (Полицейского, Большого Конюшенного, Синего и т. п.): пролётное строение состояло из пустотелых чугунных ящиков-кессонов клинообразной формы (тюбингов), соединённых между собой болтами. Устои были сделаны из бутовой кладки на свайном основании. Поверх чугунной арки был устроен кирпичный свод. Покрытие моста было замощено кварцито-песчаником розово-серого цвета, добытым на Бруснинском месторождении Онежского озера. На мосту установлены литые чугунные ажурные решётки. Кому принадлежит авторство решётки, точно не установлено. Предположительно, решетка выполнена по рисункам Василия Стасова или Карла Росси. Конструктивные рабочие чертежи разработаны на Александровском чугунолитейном заводе в Петербурге, где производилась отливка металлических частей.
24 ноября (6 декабря) 1840 года состоялось торжественное открытие моста. Первым с берега на берег проехал в экипаже император Николай I.

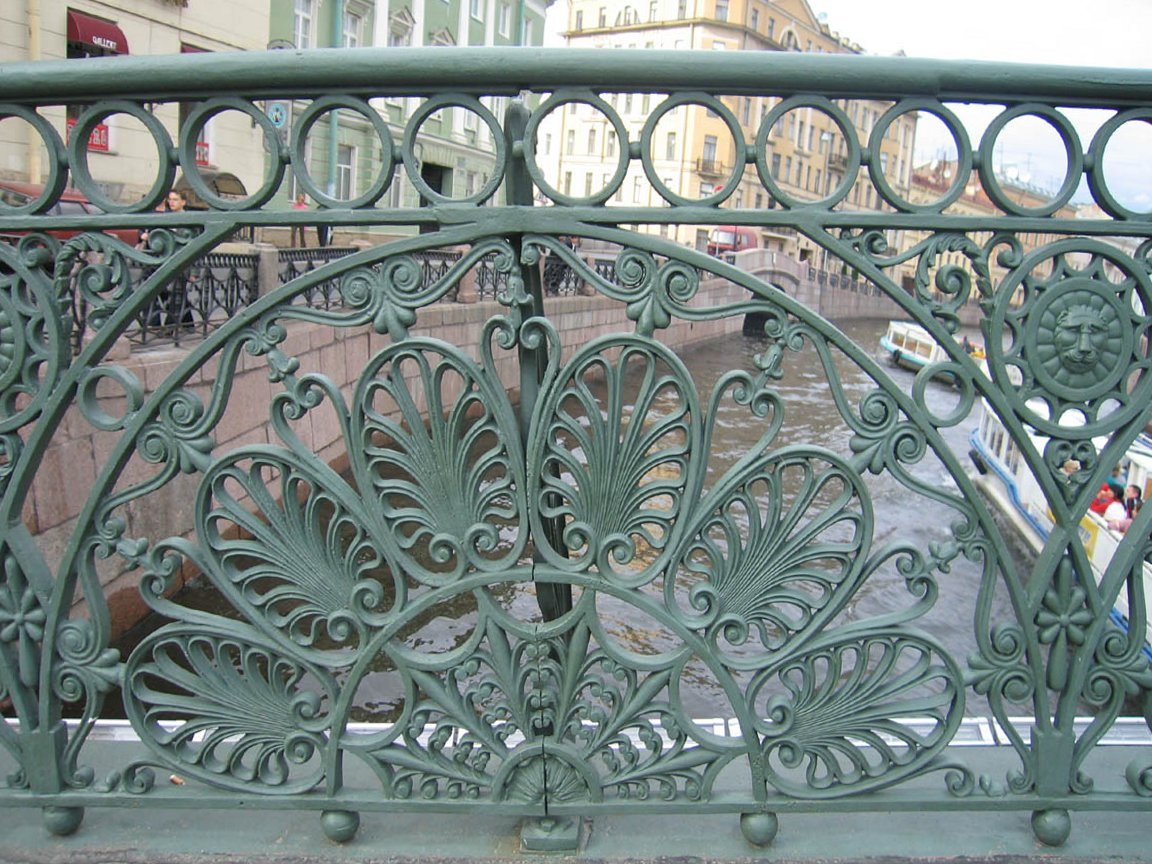
Решётка моста

В 1937 году проезжая часть моста была заасфальтирована. В 1967 году осуществлён ремонт фасадных листов пролётного строения с верховой и низовой сторон, а в 1969 году произведены работы по реставрации перил моста.
В 2003—2004 годах выполнена реконструкция моста по проекту, разработанному ЗАО «Институт „Стройпроект“» (инженеры Т. Ю. Кузнецова, А. И. Селивестров, Ю. М. Шестакова), генподрядчиком было ЗАО «Трест Ленмостострой».
В ходе работ устои моста были усилены буроинъекционными сваями, выправлена геометрия деформированного свода, устроен железобетонный разгружающий свод над чугунным сводом, произведён ремонт чугунных тюбингов, отреставрировано перильное ограждение и детали художественного декора. По предложению КГИОП в качестве памятника на проезжей части моста устроен островок безопасности, вымощенный историческим брусчатым мощением из кварцито-песчаника, обнаруженного в ходе ремонта под слоями асфальта. Одновременно с ремонтом Певческого моста была отремонтирована примыкающая аварийная стенка набережной реки (общей длиной 40 м).
18 августа 2004 года при участии губернатора Санкт-Петербурга Валентины Матвиенко состоялась торжественная церемония открытия реконструированного моста.

## Конструкция
Мост однопролётный чугунный арочный. По статической схеме представляет собой бесшарнирный свод. Пролётное строение представляет собой свод из 329 чугунных тюбингов, соединённых болтами между собой. Поверх чугунного свода устроен железобетонный разгружающий свод, который воспринимает всю нагрузку. Устои массивные, бутовой кладки на свайном ростверке, выдвинуты из линии набережной в русло реки. Наружная поверхность устоев облицована розовым гранитом. Фасады моста декорированы профилированным металлическим листом. Общая длина моста составляет 30 м (24 м), ширина моста — 72,18 м. Это четвёртый по ширине мост в Петербурге (после Синего, Аптекарского и Казанского).
Мост предназначен для движения автотранспорта и пешеходов. Покрытие проезжей части — асфальтобетон, тротуаров — асфальтобетон и гранитные плиты (на открылках). В центре моста на проезжей части устроен островок безопасности, вымощенный историческим брусчатым мощением из кварцито-песчаника. Перильное ограждение чугунное художественного литья, завершается на устоях гранитным парапетом. Основа композиции решёток — полукруги, проходящие под фризом из малых кругов; промежутки между полукругами заполнены затейливым узором с львиными головами. Ограждение тротуаров от проезжей части состоит металлических поручней между чугунными столбиками.